# Ataques nucleares por um triz
Um ataque nuclear por um triz ou um quase acidente nuclear é um incidente que poderia ter levado a pelo menos uma explosão nuclear, mas não ocorreu. Podem ser divididos em ataques nucleares por um triz por uso intencional e por uso não intencional.
Situações de quase-acidente envolvendo uso intencional podem ocorrer durante o aumento de tensões militares envolvendo um ou mais Estados nucleares. Podem ser uma ameaça feita pelo Estado ou um ataque ao Estado. Também podem advir do terrorismo nuclear.
Ataques nucleares por um triz por uso não intencional podem ocorrer devido a falhas no equipamento. Exemplos comuns são bombardeiros estratégicos que acidentalmente lançam ou colidem com bombas nucleares, ou sistemas de alerta antecipado que confundem fenómenos como eventos climáticos ou lançamentos de foguetes não nucleares com um primeiro ataque ICBM e, portanto, recomendam um segundo ataque.
Embora seja difícil obter detalhes exatos sobre muitos quase acidentes nucleares, a análise de casos específicos destacou a importância de uma variedade de fatores na prevenção de acidentes. A nível internacional, isto inclui a importância do contexto e da mediação externa; a nível nacional, a eficácia das comunicações governamentais e o envolvimento dos principais decisores; e, a nível individual, o papel decisivo dos indivíduos em seguir a intuição e tomar decisões prudentes, muitas vezes em violação do protocolo.
Um possível exemplo de um acidente que resultou numa explosão nuclear é o acidente de radiação de Nyonoksa em 2019, na Rússia.
Qualquer troca nuclear acarreta a possibilidade de uma rápida mudança climática, ameaçando a produção global de alimentos: a fome nuclear.
Apesar da redução das armas nucleares e das tensões mais baixas após o fim da Guerra Fria, estima-se que os estoques de ogivas nucleares totalizem cerca de 15.000 em todo o mundo, com os Estados Unidos e a Rússia detendo 90% do total.

## Quase acidentes nucleares intencionais
Situações de quase-acidente intencionais podem ocorrer durante o aumento das tensões militares envolvendo um ou mais Estados nucleares. Podem ser uma ameaça feita pelo Estado ou um ataque ao Estado. Também podem advir do terrorismo nuclear.

## Quase acidentes não intencionais
Situações de emergência por uso não intencional podem ocorrer devido a falhas no equipamento. Exemplos comuns são bombardeiros estratégicos que acidentalmente lançam ou colidem com bombas nucleares a bordo, ou sistemas de alerta antecipado que confundem fenómenos como eventos climáticos ou lançamentos de foguetes não nucleares com um primeiro ataque ICBM e, portanto, recomendam um segundo ataque.

### 1960: Falso alarme dos EUA devido ao nascer da lua
Equipamentos de radar em Thule, Groenlândia, interpretaram erroneamente o nascer da lua sobre a Noruega como um lançamento de míssil soviético em larga escala. Ao receber um relatório do suposto ataque, o NORAD entrou em alerta máximo. No entanto, dúvidas sobre a autenticidade do ataque surgiram devido à presença do líder soviético Nikita Khrushchev na cidade de Nova Iorque como chefe da delegação da URSS nas Nações Unidas.

### 2024: Ataques iranianos contra Israel
Durante os ataques com mísseis balísticos do Irão contra Israel em 1 de outubro de 2024, a Base Aérea de Tel Nof, que se acredita armazenar armas nucleares de Israel, foi atingida várias vezes, incluindo um ataque que causou explosões secundárias.